# Doyen de Carlisle

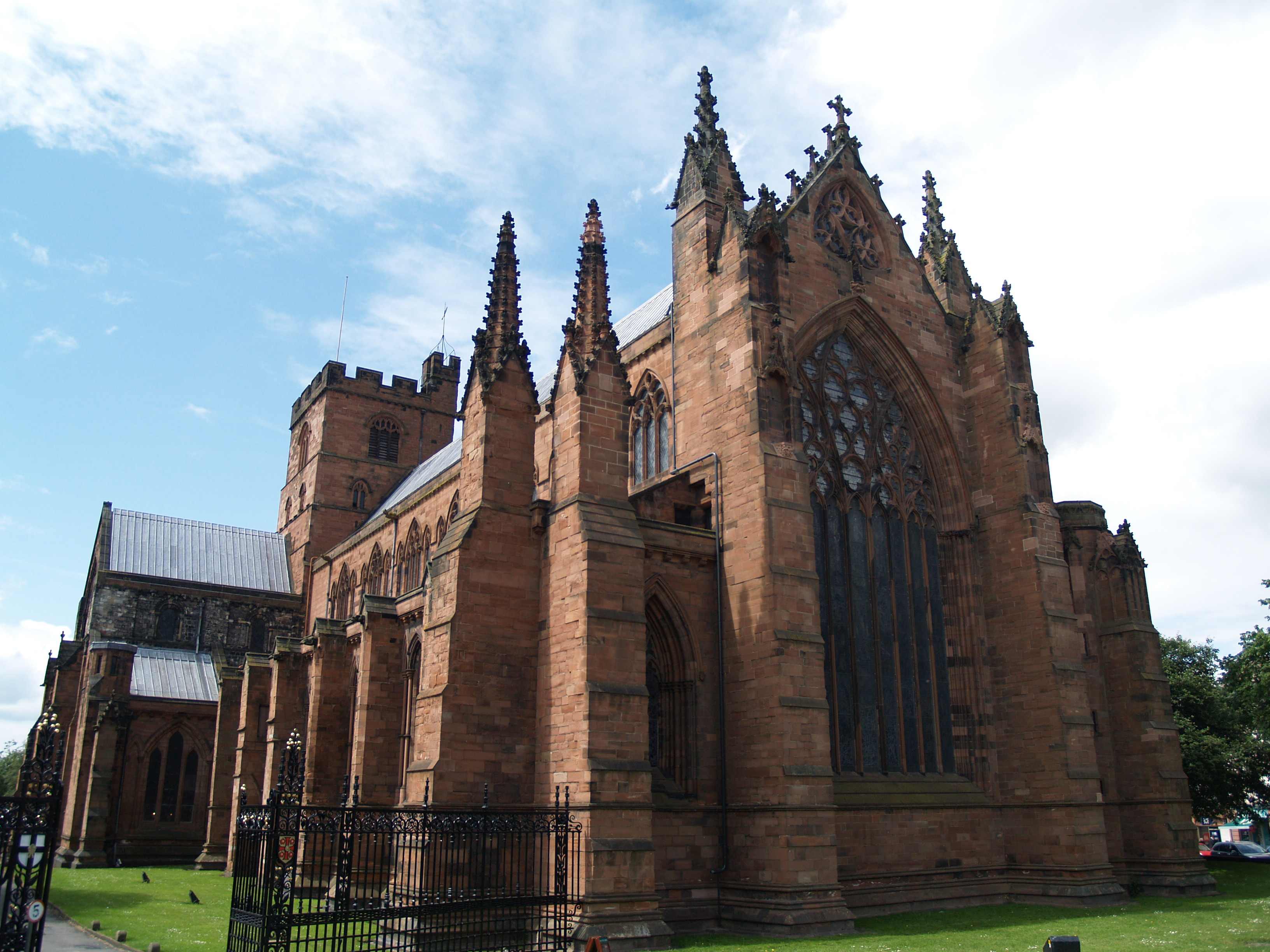
Cathédrale de Carlisle

Le doyen de Carlisle (Dean of Carlisle en anglais)  dirige le chapitre de la Cathédral de Carlisle.  Il y a eu 39 titulaires et le titulaire actuel du poste est Mark Boyling.

## Liste des doyens
| - 1542–1547 Lancelot Salkeld (dernier avant) - 1548–1554 Thomas Smith - 1554–1560 Lancelot Salkeld (encore) - 1560–1577 Thomas Smith (encore) - 1577–1596 John Wolley - 1596–1622 Christopher Perkins - 1622–1626 Francis White - 1626–1629 William Peterson (plus tard Doyen d'Exeter) - 1630–1654 Thomas Comber - 1660–1672 Guy Carleton - 1672–1684 Thomas Smith - 1684–1686 Thomas Musgrave - 1686–1704 William Grahme (plus tard Doyen de Wells) - 1704–1711 Francis Atterbury - 1711–1713 George Smalridge - 1713–1716 Thomas Gibson - 1716–1727 Thomas Tullie - 1727–1735 George Fleming - 1734–1763 Robert Bolton - 1764 Charles Tarrant (plus tard Doyen de Peterborough, 1764–1791) - 1764–1778 Thomas Wilson - 1778–1782 Thomas Percy - 1782–1791 Jeffery Ekins | - 1792–1820 Isaac Milner - 1820–1844 Robert Hodgson - 1844–1848 John Cramer - 1848 Samuel Hinds - 1849–1856 Archibald Campbell Tait - 1856–1881 Francis Close - 1882–1884 John Oakley - 1884–1905 William Henderson - 1906–1908 Charles Ridgeway - 1908–1917 William Barker - 1917–1924 Hastings Rashdall - 1924–1933 Henry Stuart - 1933–1938 Cecil Cooper - 1938–1942 Frederick Matheson - 1943–1959 Cyril Mayne - 1960–1973 Lionel du Toit - 1973–1987 John Churchill - 1988–1998 Henry Stapleton - 1999–2003 Graeme Knowles - 2004–present Mark Boyling |